# Liste der Kulturdenkmale in Neschwitz

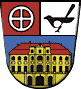
Wappen

In der Liste der Kulturdenkmale in Neschwitz sind die Kulturdenkmale der sächsischen Gemeinde Neschwitz verzeichnet, die bis September 2024 vom Landesamt für Denkmalpflege Sachsen erfasst wurden (ohne archäologische Kulturdenkmale). Die Anmerkungen sind zu beachten.
Diese Liste ist eine Teilliste der Liste der Kulturdenkmale im Landkreis Bautzen.

## Liste der Kulturdenkmale in Neschwitz
| Bild                                    | Bezeichnung | Lage                                                                 | Datierung | Beschreibung | ID       |
| --------------------------------------- | --- | -------------------------------------------------------------------- | --- | --- | -------- |
|                                         | Bahnhof Neschwitz | Bahnhofstraße 2 (Karte)                                              | Um 1900 | Backsteingebäude mit aufwendigem, die Geschosse trennenden Gurtgesims, Giebelseiten mit Backsteinlisenen, baugeschichtlich und ortsgeschichtlich von Bedeutung. Kleiner, zweigeschossiger Bau. | 09253252 |
|                                         | Schule | Bautzener Straße 2 (Karte)                                           | Um 1850 | Schlichter eingeschossiger Putzbau mit mittiger Eingangstür und Satteldach, ortsgeschichtlich von Bedeutung, massiv, Sprossenfenster | 09253257 |
| Direkt Bild zu diesem Denkmal hochladen | Wohnstallhaus | Bautzener Straße 16 (Karte)                                          | Um 1850 | Obergeschoss und Giebel Fachwerk verbrettert, Krüppelwalmdach, ursprünglich erhaltenes, Beispiel für die in der Gegend selten gewordene Holzbauweise, baugeschichtlich von Bedeutung, Fenster in originaler Größe, im Erdgeschoss gesprosst | 09253258 |
| Direkt Bild zu diesem Denkmal hochladen | Wohnhaus | Bautzener Straße 28 (Karte)                                          | Um 1860 | Putzbau mit übergiebeltem Mittelrisalit, Putzgliederung und Satteldach, baugeschichtlich und straßenbildprägend von Bedeutung, zweigeschossiges, repräsentatives Gebäude, massiv, mit Gurtgesimsen, Eckrustizierung, Mittelrisalit mit Segmentbogenfenstern, mit Dreiecksgiebel | 09253259 |
| Weitere Bilder                          | Neuer Friedhof Neschwitz (Sachgesamtheit) | Hauptstraße (Karte)                                                  | 1. Hälfte 19. Jahrhundert | Sachgesamtheit Neuer Friedhof Neschwitz mit folgenden Einzeldenkmalen: Mausoleum und Leichenhalle (siehe Obj. 09253250, gleiche Anschrift) sowie Einfriedungsmauer und zwei Friedhofstore als Sachgesamtheitsteile; baugeschichtlich und ortsgeschichtlich von Bedeutung, einige Grabsteine 19. Jahrhundert | 09304034 |
| Weitere Bilder                          | Mausoleum und Leichenhalle | Hauptstraße (Karte)                                                  | Anfang 19. Jahrhundert | Einzeldenkmale der Sachgesamtheit Neuer Friedhof Neschwitz (siehe Obj. 09304034, gleiche Anschrift); Mausoleum quadratischer Bau mit Pyramidendach, Putznutung, dorische, sich stark verjüngende Halbsäulen, über dem Eingang Triglyphenfries und Dreiecksgiebel, beide Gebäude sind Reminiszenzen von Revolutionsarchitektur, baugeschichtlich und ortsgeschichtlich von Bedeutung | 09253250 |
|                                         | Wegestein | Kamenzer Straße (an der Eisenbahnstrecke) (Karte)                    | 19. Jahrhundert | Verkehrsgeschichtlich von Bedeutung | 09253327 |
| Weitere Bilder                          | Rittergut Neschwitz; Gutsverwalterhaus (Nr. 17) und zwei Wirtschaftsgebäude (Nr. 15 und 19) als nördlicher Gebäudeflügel des ehemaligen Rittergutes Neschwitz | Kamenzer Straße 15, 17, 19 (Karte)                                   | 18. Jahrhundert (Gutsverwalterhaus); 20. Jahrhundert (Wirtschaftsgebäude)                                                              | Breit gelagerte Putzbauten mit Sattel- oder Krüppelwalmdach, baugeschichtlich und ortsgeschichtlich von Bedeutung, die zwei alten Gebäude mit mächtigem Sattel- bzw. Krüppelwalmdach und gedrungenen Baukörpern | 09253256 |
| Weitere Bilder                          | Jagdpavillon | Kastanienallee 1 (Karte)                                             | 1. Hälfte 18. Jahrhundert | Einzeldenkmal der Sachgesamtheit Schloss Neschwitz (siehe auch Sachgesamtheitsdokument Obj. 09304037); barocker Bau mit Mansarddach, in Anlehnung an den Baustil des Schlosses, baugeschichtlich und ortsgeschichtlich von Bedeutung | 09253249 |
|                                         | Wohnstallhaus (Umgebinde) | Kirchgasse 2 (Karte)                                                 | Um 1800 | Obergeschoss Fachwerk, Giebel verbrettert, Blockstube verschalt, Umgebinde mit Kopfbändern und großen Jochweiten, singulär im Ortskern, baugeschichtlich von Bedeutung, Fenster gesprosst und in Originalgröße, Umgebinde rechts 2/2/2 Joche; nicht geschützter Anbau 2020 abgerissen | 09253246 |
|                                         | Forsthaus | Lindenstraße 2 (Karte)                                               | 2. Hälfte 19. Jahrhundert | Obergeschoss Fachwerk verbrettert, Giebel verbrettert, eines der wenigen erhaltenen Häuser mit intakter Holzkonstruktion im Ort, zum Schloss gehörig, baugeschichtlich und ortsgeschichtlich von Bedeutung, Fenster gesprosst und in originaler Größe, mit Winterfenstern | 09253255 |
|                                         | Wasserradkammer der früheren Schneidemühle, mit Einlaufschützen | Neudorfer Straße 8 (Karte)                                           | 19. Jahrhundert | Technikgeschichtlich von Bedeutung | 09253254 |
| Weitere Bilder                          | Schloss und Schlosspark Neschwitz (Sachgesamtheit) | Park 1, 2, 3, 4; Kastanienallee 1; Parkstraße 12 (Karte)             | 1723 (Altes Schloss); 1950er Jahre (Schule)                                                                                            | Sachgesamtheit Schloss und Schlosspark Neschwitz mit folgenden Einzeldenkmalen: Altes Schloss mit vorgelagertem Kellergewölbe des Vorgängerbaus, vier Vasen und sechs Postamenten sowie umgebendem Wassergraben, drei Pavillons, 16 Postamente mit 10 Vasen und zwei Figurengruppen zwischen Schlossbereich und Park, Einfriedungsmauer, das sogenannte Blaue Tor, das sogenannte Weiße Tor mit flankierenden Wächterhäuschen und Vasenaufsätzen, drei Brunnenringe mit je einer Brunnenplastik sowie vier Postamente mit Vasen im Park, Schlossteich sowie Obelisk und Brücke (siehe Einzeldenkmale unter gleicher Anschrift – Obj. 09253248), Jagdpavillon (siehe Einzeldenkmal unter Kastanienallee 1 – Obj. 09253249), Schlossgarten, Schlosspark und Kastanienalleen (Gartendenkmal) sowie Schulgebäude (Parkstraße 12) über winkligem Grundriss im nordwestlichen Parkteil als Sachgesamtheitsteil, baugeschichtlich, geschichtlich, künstlerisch, gartenkünstlerisch und landschaftsgestaltend von Bedeutung | 09304037 |
| Weitere Bilder                          | Altes Schloss mit vorgelagertem Kellergewölbe des Vorgängerbaus, vier Vasen und sechs Postamenten sowie umgebendem Wassergraben, drei Pavillons, 16 Postamente mit 10 Vasen und zwei Figurengruppen zwischen Schlossbereich und Park, Einfriedungsmauer, das sogenannte Blaue Tor, das sogenannte Weiße Tor mit flankierenden Wächterhäuschen und Vasenaufsätzen, drei Brunnenringe mit je einer Brunnenplastik sowie vier Postamente mit Vasen im Park, Schlossteich sowie Obelisk und Brücke | Park 1, 2, 3, 4 (Karte)                                              | 1723 (Altes Schloss, Kavaliershaus und Wächterhäuser am Weißen Tor); bezeichnet mit 1788 (Obelisk); 18. Jahrhundert (Weißes Tor)       | Einzeldenkmale der Sachgesamtheit Schloss und Schlosspark Neschwitz (siehe auch Obj. 09304037, gleiche Anschrift); Schloss 1723 nach Entwürfen von Johann Friedrich Karcher auf einem künstlich aufgeschütteten Hügel über den Kellergewölben eines ehemaligen Wasserschlosses errichtet, umgeben von einem Wassergraben, zweigeschossiger Bau mit reicher Putzgliederung und Pilasterordnung, hohes Mansardwalmdach, mächtige Zwerchhäuser mit Wellengiebel und Vasenaufsätzen, in Rundbogennischen der Schmalseiten Sandsteinfiguren von Benjamin Thomae (Venus und Adonis), Innen: zweigeschossiger Festsaal mit Dekoration, baugeschichtlich, künstlerisch und ortsgeschichtlich von Bedeutung. Von den ursprünglich vier Pavillons vor dem Schloss (im Schnittpunkt von Haupt- und Nebenachse) nur drei erhalten, Französischer Parkteil mit Sandsteinplastiken, wahrscheinlich von Johann Christian Kirchner, Neuer Park im englischen Stil, Obelisk aus dem Türkischen Garten in Dresden (Denkmal des Freiherrn Wolfgang von Riesch), die Brücke befindet sich Parkstraße/Ecke Zeschaer Straße. Stand bis 2003 unter der Adresse „Park 1–4“ in der Denkmalliste. | 09253248 |
|                                         | Radkreuz | Parkstraße (nordwestlich gegenüber dem Hauptzugang zum Park) (Karte) | 15.–17. Jahrhundert | An der Hofmauer des alten Pfarrhofes befestigt, geschichtlich und kulturgeschichtlich von Bedeutung. 1909 am Pfarrgarten ausgegraben. Man vermutet, dass er wahrscheinlich aus der Zeit um 1230 stammt und einer der ältesten Grabsteine der Lausitz ist. Geschichtsforscher sind der Ansicht, dass er auf einen Deutschordensritter hinweist, welcher einer der ersten Feudalherren in Neschwitz gewesen sein könnte. | 09253326 |
| Weitere Bilder                          | Evangelische Pfarrkirche und Kirchhof mit Einfriedungsmauer und Kirchhofstor im Süden, Aufbahrungshäuschen im Nordwesten, 11 Grabmale und Denkmal für die Gefallenen des Ersten Weltkrieges | Parkstraße (Karte)                                                   | Anfang 17. Jahrhundert (Kirche); 18./19. Jahrhundert (Grabmal); 18. Jahrhundert (Kirchhofstor und Leichenhalle); 1922 (Kriegerdenkmal) | Barocke Saalkirche, Putzbau mit geradem Chorschluss, verschiedene Anbauten, an der Nordseite zweigeschossiger Anbau mit geschwungenem Giebel, massiver quadratischer Westturm mit oktogonalem Glockengeschoss (1693), innen: Schiff mit flacher Putzdecke, Chor mit schlichtem Kreuzgratgewölbe, baugeschichtlich, künstlerisch, ortsgeschichtlich und ortsbildprägend von Bedeutung. Grabmale auf dem Kirchhof: - Grabmal Friedrich Christlieb Wahle (1763–1845), neogotisches Sandsteingrabmal, nach 1845 - Grabmal Ehrenfried Liebegott ?, Sandsteinpostament mit profilierter Abdeckplatte und steinernem Urnenaufsatz, 2. Hälfte 19. Jahrhundert - zwei Sandsteingrabmale an der Kirchhofsmauer, Inschriften sehr stark angewittert, 18. Jahrhundert - Grabmal Elisabeth ?, dreistufiger Sockel, darüber Sandsteinpostament mit Feston, Urnenaufsatz aus Sandstein, bezeichnet mit 1815 - Grabmal Frieder Philipp Lincke, breiter Sockel, Postament mit flachen Reliefs trauernder Engel, überdachter Vier-Pfeiler-Aufsatz, 1. Hälfte 19. Jahrhundert - Grabmal Andreas Schulze, Sandsteinpostament mit Dreiecksgiebelaufsatz und Bekrönung (1781–1856) - Grabmal der Familie Mieth, Sandsteinpostament mit zwei ovalen Medaillons, links Martin Mieth (geboren 1751), rechts ? Mieth (1755–1820) - Grabmal, Sandsteinkubus mit ovalem Medaillon, Inschrift schwer leserlich, um 1830 - Grabmal Johanne Christiane ?, flacher Sandsteinkubus mit profilierter Abdeckplatte, darüber halbrunder Aufsatz mit drei Engelsköpfen, bezeichnet 1811 - Grabmal Johann August Schulze, Sandsteingrabmal in Form eines ca. 2 m hohen Baumstumpfs, bezeichnet mit 1829 - Grabmal Christian Gottlob Schade, Säulengrabmal auf quadratischem Sockel mit attischer Basis, bekrönt durch Putte mit Füllhorn, um 1850 - Bäckertor mit anschließender Einfriedungsmauer und Linde als ortsbildprägende Einheit und optischer Akzent im Eingangsbereich des Kirchhofs | 09253244 |
|                                         | Wohnhaus und Ausgedinge eines Bauernhofes | Parkstraße 2, 4 (Karte)                                              | Um 1880 | Wohnhaus Putzbau mit Putzgliederung, Drempel und Walmdach, daran anschließendes Ausgedinge Putzbau mit Eckrustizierung, baugeschichtlich und straßenbildprägend von Bedeutung. - Wohnhaus massiv, zweigeschossig, Walmdach, Drempel, Putzgliederung (Gurtbänder, Gurtgesims), aufwendige Fensterumrahmungen, Falzziegel - Ausgedinge eingeschossig, massiv, mit Eckrustizierung | 09253247 |
|                                         | Pfarrhaus mit Sandsteinaltar im Inneren | Parkstraße 10 (Karte)                                                | Bezeichnet mit 1728 (Pfarrhaus); um 1600 (Altar)                                                                                       | Ehemaliges Diakonat, stattliches Barockhaus mit hohem Mansardwalmdach, baugeschichtlich und ortsgeschichtlich von Bedeutung, massiver zweigeschossiger Bau mit steilem Mansarddach, Dachhechten und Fledermausgaupen, Granit-Türgewände, Sprossenfenster, Altar um 1600, vermutlich von David Schwenke | 09253245 |
|                                         | Villa mit Villengarten (Gartendenkmal) | Übigauer Straße 2 (Karte)                                            | Bezeichnet mit 1894 | Historistischer Bau mit Sparrengiebel, Anklänge an den Schweizer Stil, baugeschichtlich und gartengeschichtlich sowie gartenkünstlerisch von Bedeutung. dominanter, vierachsiger Mittelrisalit, hölzerne Zierelemente, Dachüberstand, Dachhäuschen, Fenster Obergeschoss Segmentbogen mit Schlussstein, Okulus, zwei alte Blitzableiter, Freitreppe, aufwendige Haustür. | 09253251 |
|                                         | Steinbogenbrücke mit gekrümmter Brüstung | Zeschaer Straße (zur Parkstraße) (Karte)                             | Um 1700 | Baugeschichtlich von Bedeutung | 09253253 |

## Liste der Kulturdenkmale inCaßlau
| Bild | Bezeichnung | Lage                    | Datierung                    | Beschreibung                                                                                 | ID       |
| ---- | ----------- | ----------------------- | ---------------------------- | -------------------------------------------------------------------------------------------- | -------- |
|      | Betkreuz    | Caßlau 17 (bei) (Karte) | Bezeichnet mit 1897 (Sockel) | Mit sorbischer Inschrift auf schlichtem Sandsteinsockel, regionalgeschichtlich von Bedeutung | 09253243 |

## Liste der Kulturdenkmale inDoberschütz
| Bild | Bezeichnung                                         | Lage                                 | Datierung                                                        | Beschreibung | ID       |
| ---- | --------------------------------------------------- | ------------------------------------ | ---------------------------------------------------------------- | --- | -------- |
|      | Granittrog                                          | (bei Buswendeschleife) (Karte)       | 19. Jahrhundert                                                  | Sozialgeschichtlich von Bedeutung, ca. 120 × 60 × 40 cm | 09253281 |
|      | Wegestein                                           | (Ortsausgang Richtung Zerna) (Karte) | 19. Jahrhundert                                                  | Verkehrsgeschichtlich von Bedeutung, Granitstein mit halbrundem Abschluss und umlaufender Kerbe im unteren Drittel, Maße über Boden ca. 27 cm × 33 cm × 90 cm, keine ursprüngliche Inschrift mehr erkennbar, Beschriftung neu | 09253279 |
|      | Rittergut und Gutspark Doberschütz (Sachgesamtheit) | Doberschütz 1, 1a, 1b (Karte)        | 1. Hälfte 19. Jahrhundert (zwei Wirtschaftsgebäude)              | Sachgesamtheit Rittergut und Gutspark Doberschütz mit folgenden Einzeldenkmalen: westliches Herrenhaus und östliche Scheune (siehe Einzeldenkmale unter gleicher Anschrift – Obj. 09253282), der Gutspark (Gartendenkmal) sowie nördliches und südliches Wirtschaftsgebäude, Toreinfahrtspfeiler an der östlichen Scheune und Einfriedungsmauer südlich des Herrenhauses als Sachgesamtheitsteile; Gutspark mit zwei Teichen und altem Baumbestand und nördlich anschließendem Dammweg zur ehemaligen Mühle, baugeschichtlich, ortsgeschichtlich und landschaftsgestaltend von Bedeutung. Nördliches Wirtschaftsgebäude: linker Gebäudeteil Scheune mit Drempel und großem Tor, Putzbau mit Satteldach, rechter Gebäudeteil als Wohnhaus umgebaut. Südliches Wirtschaftsgebäude oberer Gebäudeteil bereits abgetragen und durch Wellblechdach gesichert, Bruchsteinbau. Anschließender Garagenteil zum Teil Neubau, angrenzendes Wohnhaus gehörte mit zum Bereich des Wirtschaftshofes. | 09304230 |
|      | Westliches Herrenhaus und östliche Scheune          | Doberschütz 1, 1a, 1b (Karte)        | Um 1800 (im Kern älter); 1. Hälfte 19. Jahrhundert (Gutsscheune) | Einzeldenkmale der Sachgesamtheit Rittergut und Gutspark Doberschütz (siehe auch Sachgesamtheitsdokument unter gleicher Anschrift – Obj. 09304230); Herrenhaus schlichter Barockbau mit Mansardwalmdach, baugeschichtlich, ortsgeschichtlich und landschaftsgestaltend von Bedeutung. Nachfolgebau einer Wasserburg, massiver zweigeschossiger Baukörper mit sechs Fensterachsen und Mansarddach, Ausbau hinten mit Wintergarten, Scheune massiver Putzbau mit Drempel und zwei großen Toren, Satteldach mit Uhrentürmchen. Schlichter zweigeschossiger Barockbau mit hohem Mansardwalmdach, um 1800 mit älterem Kern. | 09253282 |
|      | Betkreuz                                            | Doberschütz 2 (bei) (Karte)          | Bezeichnet mit 1872                                              | Gefasstes Kruzifix auf profiliertem Granitsockel, regionalgeschichtlich von Bedeutung, „M. Popela“ | 09253284 |
|      | Betkreuz                                            | Doberschütz 7 (bei) (Karte)          | Bezeichnet mit 1862                                              | Schlichtes Kruzifix auf einfachem Granitsockel, regionalgeschichtlich von Bedeutung, „J. B. 1862“ | 09253278 |
|      | Betkreuz                                            | Doberschütz 10 (bei) (Karte)         | Bezeichnet mit 1890                                              | Kruzifix goldgefasst auf profiliertem Granitsockel, lateinische und sorbische Aufschriften, regionalgeschichtlich von Bedeutung, „Jěsuso, smil so“, „Soli Deo Gloria“ – N. Mitsch. 1890 | 09253277 |
|      | Wegestein                                           | Doberschütz 11 (gegenüber) (Karte)   | 19. Jahrhundert                                                  | Verkehrsgeschichtlich von Bedeutung, Wegestein mit halbrundem Abschluss, keine Inschrift erkennbar, Beschriftung erneuert | 09253280 |
|      | Betkreuz                                            | Doberschütz 20a (bei) (Karte)        | 19. Jahrhundert                                                  | Schlichtes Kruzifix aus Sockel, Sockel ohne Inschrift, regionalgeschichtlich von Bedeutung | 09253283 |

## Liste der Kulturdenkmale inHolscha
| Bild           | Bezeichnung | Lage                                        | Datierung       | Beschreibung | ID       |
| -------------- | ----------- | ------------------------------------------- | --------------- | --- | -------- |
|                | Wegestein   | (Ortsausgang Richtung Holschdubrau) (Karte) | 19. Jahrhundert | Verkehrsgeschichtlich von Bedeutung, grob behauene Natursteinstele mit halbrundem Abschluss | 09253328 |
| Weitere Bilder | Gasthaus    | Holscha 12 (Karte)                          | 18. Jahrhundert | Obergeschoss Fachwerk, baugeschichtlich und straßenbildprägend von Bedeutung, mächtiger Bau mit Krüppelwalmdach, Obergeschoss Fachwerk, Erdgeschoss Feldsteinmauerwerk, Haustür Granitgewände, Fenster zum Teil original, Biberschwanzdeckung | 09253262 |

## Liste der Kulturdenkmale inHolschdubrau
| Bild                                    | Bezeichnung | Lage                                      | Datierung       | Beschreibung                        | ID       |
| --------------------------------------- | ----------- | ----------------------------------------- | --------------- | ----------------------------------- | -------- |
| Direkt Bild zu diesem Denkmal hochladen | Wegestein   | Holschdubrau (oberhalb von Nr. 6) (Karte) | 19. Jahrhundert | Verkehrsgeschichtlich von Bedeutung | 09253272 |

## Liste der Kulturdenkmale in Krinitz
| Bild                                    | Bezeichnung                          | Lage                       | Datierung                 | Beschreibung | ID       |
| --------------------------------------- | ------------------------------------ | -------------------------- | ------------------------- | --- | -------- |
| Direkt Bild zu diesem Denkmal hochladen | Denkmalschutzgebiet Ortslage Krinitz | (Ortslage Krinitz) (Karte) |                           | Denkmalschutzgebiet Ortslage Krinitz | 09300842 |
| Direkt Bild zu diesem Denkmal hochladen | Wohnhaus mit Oberlaube               | Krinitz 3 (Karte)          | Um 1770                   | Oberlaube verbrettert, mit originaler Blockstube, baugeschichtlich von Bedeutung, saniert | 09253314 |
| Direkt Bild zu diesem Denkmal hochladen | Wohnhaus                             | Krinitz 8 (Karte)          | 1. Hälfte 19. Jahrhundert | Obergeschoss Fachwerk ornamental verbrettert, baugeschichtlich von Bedeutung, Fenster Obergeschoss zum Teil verändert, weitgehend im früheren Aussehen erhalten, laut ALK-Daten besitzt dieses Gebäude die Hausnummer 8, ehemals erfasst unter Nummer 7 | 09253297 |
| Direkt Bild zu diesem Denkmal hochladen | Tafel mit sorbischer Inschrift       | Krinitz 8 (neben) (Karte)  | 1814                      | Ortsgeschichtlich von Bedeutung | 09253315 |

## Liste der Kulturdenkmale inLissahora
| Bild | Bezeichnung                                                     | Lage                | Datierung                     | Beschreibung | ID       |
| ---- | --------------------------------------------------------------- | ------------------- | ----------------------------- | --- | -------- |
|      | Wohnstallhaus und zwei Seitengebäude in Reihe eines Bauernhofes | Lissahora 2 (Karte) | Bezeichnet mit 1842 Inschrift | Wohnstallhaus Obergeschoss aufwendiges Fachwerk, beide Seitengebäude ebenfalls Fachwerk, zum Teil mit Andreaskreuzen, in Architektur und Struktur hervorragend erhaltenes Ensemble, baugeschichtlich von Bedeutung, Wohnstallhaus Erdgeschoss geringfügig verändert | 09253286 |
|      | Scharfrichterhaus; Wohnhaus (Umgebinde)                         | Lissahora 4 (Karte) | Türstock bezeichnet mit 1792  | Eingeschossig, Umgebinde mit Kopfbändern, baugeschichtlich und geschichtlich von Bedeutung, Umgebinde nur ein Joch, Wohnhaus des Scharfrichters Hannß Friedrich Kühne [2021 abgebaut und an der Windmühle bei Quoos originalgetreu wieder aufgebaut]                | 09253285 |

## Liste der Kulturdenkmale inLoga
| Bild                                    | Bezeichnung                                       | Lage                                                    | Datierung                 | Beschreibung | ID       |
| --------------------------------------- | ------------------------------------------------- | ------------------------------------------------------- | ------------------------- | --- | -------- |
| Direkt Bild zu diesem Denkmal hochladen | Wegestein                                         | (zwischen Loga und Milkwitz, Abzweig nach Luga) (Karte) | 19. Jahrhundert           | Verkehrsgeschichtlich von Bedeutung | 09253306 |
|                                         | Wohnstallhaus                                     | Loga 2 (Karte)                                          | 1. Hälfte 19. Jahrhundert | Obergeschoss Fachwerk, Giebel verschiefert, baugeschichtlich von Bedeutung, Erdgeschoss verändert, Fenster Obergeschoss originale Größe | 09253305 |
|                                         | Wohnstallhaus                                     | Loga 10 (Karte)                                         | Um 1800                   | Obergeschoss Fachwerk verbrettert, Frackdach, weitgehend unverändert, Zeugnis des alten Ortsbildes, baugeschichtlich von Bedeutung | 09252280 |
|                                         | Wohnstallhaus                                     | Loga 16 (Karte)                                         | Um 1800                   | Obergeschoss und Giebel Fachwerk verbrettert, baugeschichtlich und straßenbildprägend von Bedeutung | 09253302 |
| Direkt Bild zu diesem Denkmal hochladen | Wegestein                                         | Loga 16 (bei) (Karte)                                   | 19. Jahrhundert           | Verkehrsgeschichtlich von Bedeutung, Natursteinstele mit halbrundem Abschluss | 09253303 |
|                                         | Wohnstallhaus                                     | Loga 17 (Karte)                                         | Um 1800                   | Obergeschoss teils Fachwerk verbrettert, baugeschichtlich und straßenbildprägend von Bedeutung, Erdgeschoss verändert, Fenster Obergeschoss originale Größe, gesprosst | 09253301 |
|                                         | Denkmal für die Gefallenen des Ersten Weltkrieges | Loga 17 (bei) (Karte)                                   | 1919                      | Dreiseitiger, gedrungener Obelisk mit Eisernem Kreuz und Inschriftplatte, ortsgeschichtlich von Bedeutung | 09252281 |
| Weitere Bilder                          | Rittergut Loga; Herrenhaus eines Rittergutes      | Loga 24e, 24c (Karte)                                   | 1730, im Kern älter       | Breit gelagerter Putzbau mit Walmdach und Fledermausgaupen, das dazugehörende, ebenfalls als Denkmal ausgewiesene Wirtschaftsgebäude wurde nach 1996 abgebrochen, baugeschichtlich, ortsgeschichtlich und ortsbildprägend von Bedeutung. - Herrenhaus: zweigeschossig, massiv, siebenachsig, Walmdach mit acht Fledermausgaupen und drei Dachhäuschen, segmentbogiges Sandsteinportal, flacher, dreiachsiger Mittelrisalit - Wirtschaftsgebäude: zweigeschossig, mit großem Satteldach, das dazugehörende, ebenfalls als Denkmal ausgewiesene Wirtschaftsgebäude wurde nach 1996 abgebrochen Repräsentativer zweigeschossiger Barockbau mit Walmdach und verschiedenen Gaupen, um 1730. Fassade mit Putzgliederung, flacher dreiachsiger Mittelrisalit mit Segmentbogenportal. Zweigeschossiges Wirtschaftsgebäude mit Satteldach, 18. Jahrhundert. | 09253304 |

## Liste der Kulturdenkmale inLomske
| Bild | Bezeichnung | Lage                         | Datierung       | Beschreibung                                                                                      | ID       |
| ---- | ----------- | ---------------------------- | --------------- | ------------------------------------------------------------------------------------------------- | -------- |
|      | Wegestein   | Lomske 8 (gegenüber) (Karte) | 19. Jahrhundert | Verkehrsgeschichtlich von Bedeutung, grob behauene und sich nach oben verjüngende Natursteinstele | 09253322 |
|      | Wegestein   | Lomske 9 (gegenüber) (Karte) | 19. Jahrhundert | Verkehrsgeschichtlich von Bedeutung, Natursteinstele mit pyramidalem Abschluss, Schrift erneuert  | 09253276 |

## Liste der Kulturdenkmale inLuga
| Bild           | Bezeichnung                                                                          | Lage                                                | Datierung | Beschreibung | ID       |
| -------------- | ------------------------------------------------------------------------------------ | --------------------------------------------------- | --- | --- | -------- |
| Weitere Bilder | Gedenkstein für Oberamtshauptmann Johann Wilhelm Traugott von Schönberg              | (am Rande des Kremjena-Gehölzes) (Karte)            | Bezeichnet mit 1800 | Besitzer von Luga, ortsgeschichtlich von Bedeutung,3 m hohe, rechteckige Säule mit runder Schrifttafel, verziert durch herabhängende Zypressenzweige | 09253324 |
|                | Franzosenstein; Säule zur Erinnerung an die Schlacht bei Bautzen am 20./21. Mai 1813 | (Neuluga, auf dem Weinberg) (Karte)                 | Nach 1813 | Regionalgeschichtlich von Bedeutung | 09253291 |
|                | Dreisteine; Zwei Mord- und Sühnekreuze und ein Kreuzstein                            | (ca. 800 m nördlich von Luga) (Karte)               | 15.–17. Jahrhundert | Ortsgeschichtlich von Bedeutung | 09253289 |
| Weitere Bilder | Saritscher Bockwindmühle; Lugaer Windmühle; Bockwindmühle                            | (Totenberg, Straße K 7282) (Karte)                  | 1733 | Von Saritsch nach Luga versetzte rekonstruierte Windmühle, Schauanlage, volksbildende, baugeschichtlich und technikgeschichtlich von Bedeutung. Mühlenhaus in holzverkleideter Fachwerkkonstruktion mit Schindeldeckung, die technische Ausrüstung größtenteils in der historischen Form erhalten, einstrebiges Triebwerk mit zwei Mahlgängen und einer Hirse-Stampfanlage, Mühle wurde 1953 wiederhergestellt und als Schauanlage eingerichtet, 1977 Versetzung von Saritsch nach Luga. | 09253287 |
|                | Kriegerdenkmal für die Gefallenen des Ersten Weltkrieges                             | Am Denkmal (Karte)                                  | 1922 | Ortsgeschichtlich von Bedeutung, martialische Steinanordnung mit pyramidaler Bekrönung, Inschrift | 09253294 |
| Weitere Bilder | Gasthaus Luga                                                                        | Dorfstraße 42 (Karte)                               | Zwischen 1860/1880 | Ortsbildprägender Putzbau mit Satteldach, baugeschichtlich und ortsgeschichtlich von Bedeutung, massiv, zweigeschossig mit Drempel, Palladiomotiv im Giebel, Granit-Freitreppe und Granit-Fenster- und -Türgewände, Fledermausgaupe | 09253296 |
| Weitere Bilder | Rittergut Luga (Sachgesamtheit)                                                      | Im Gutshof 3, 5, 6, 8, 9, 10, 11, 12, 13 (Karte)    | 1740–1920 (Sachgesamtheit); um 1750, Umbau nach 1945 (Herrenhaus); um 1750 (drei Wirtschaftsgebäude); 2. Hälfte 19. Jahrhundert (zwei Wirtschaftsgebäude in Reihe) | Sachgesamtheit Rittergut Luga mit folgenden Einzeldenkmalen: Wohnhaus (siehe Obj. 09253292) sowie ehemaliges Herrenhaus und drei Wirtschaftsgebäude als Sachgesamtheitsteile; baugeschichtlich und ortsgeschichtlich von Bedeutung [Störelemente: eine Garage im Winkel zu Nr. 3 und Reste eines runden Silogebäudes]. - Wirtschaftsgebäude (Nummer 5): ursprünglich eingeschossiges barockes Bruchsteingebäude aus der Entstehungszeit des Rittergutes, Krüppelwalmdach mit sehr langem Dachhecht, heute ist der hintere Gebäudeteil abgebrochen und an seiner Stelle ein Neubau errichtet worden - zwei Wirtschaftsgebäude in Reihe, verbunden durch kleinen Zwischenbau (Nummer 6, 8, 10, 12): zweigeschossige verputzte Bruchsteinbauten mit Satteldach, Nummer 6 als Wohnhaus umgebaut, an Nummer 10 Sandsteintafel mit reliefartiger Krone und Inschrift - ehemaliges Herrenhaus (Nummer 3): zweigeschossiger Putzbau mit Krüppelwalmdach, Traufgesims, Türgewände mit Schlussstein, seitliche Anbauten ohne Denkmalwert, baulich stark verändert, weitgehend umgebaut (bisher ohne denkmalschutzrechtliche Genehmigung, sämtliche Türen und Fenster in Kunststoff, neue Türöffnungen eingebrochen, vor allem rückseitig als Erschließung für vorgelagerte Terrassen und geplante Balkone, Dachterrasse auf seitlichem Anbau, unmaßstäbliche Gaupen, denkmalunverträgliche Dachdeckung, im Inneren nur im seitlichen Anbau Kappen- und ein Kreuzgewölbe erhalten. In Absprache mit Dr. Rosner als Einzeldenkmal gestrichen, nur noch als strukturbildender Bestandteil des ehemaligen Rittergutes als Sachgesamtheitsteil schützenswert. Ehemaliges Rittergut. Weitläufige Anlage mit verschiedenen Wohnhäusern und Wirtschaftsgebäuden, um 1750. Das zweigeschossige Herrenhaus mit Krüppelwalmdach, die seitlichen Anbauten mit flachem Dach, 1. Hälfte 19. Jahrhundert. | 09300844 |
| Weitere Bilder | Wohnhaus des Gutshofes                                                               | Im Gutshof 9, 11, 13 (Karte)                        | Um 1880 | Einzeldenkmal der Sachgesamtheit Rittergut Luga (siehe auch Obj. 09300844); stattlicher Putzbau mit Satteldach, baugeschichtlich und ortsgeschichtlich von Bedeutung. - stattliches Wohngebäude (Nummer 9, 11, 13): zweigeschossiger Putzbau mit Gurt- und Traufgesims, Steinfenstergewände im Erdgeschoss mit geraden Bedachungen, im Obergeschoss Steinfenstergewände mit Schlussstein, Satteldach, an linker Gebäudefassade Weinspaliere - Bedienstetenwohnhaus (ursprünglich unter Luga, Nummer 2c erfasst, heute unter der Adresse Gärtnerweg 2): ehemalige Gärtnerei des Rittergutes, im vorderen Gebäudeteil wurde das Dach abgetragen, der Rest des Gebäudes wurde stark verändert, Streichung desselben 2007, da kein Denkmalwert mehr vorhanden - auf dem Gelände des ehemaligen Rittergutes befanden sich drei weitere Wirtschaftsgebäude aus der Mitte des 18. Jahrhunderts (Nummer 2, Flst. 730/4, Nummer 4, Flst. 730e und Nummer 14, Flst. 730/9), die nach 1996 abgebrochen wurden | 09253292 |
|                | Mord- und Sühnekreuz                                                                 | bei Schulstraße 2 (B 96, Abzweig nach Luga) (Karte) | 15.–17. Jahrhundert | Ortsgeschichtlich von Bedeutung | 09253288 |
|                | Wohnstallhaus                                                                        | Tannenweg 1 (Karte)                                 | 1. Hälfte 19. Jahrhundert | Obergeschoss Fachwerk verbrettert und verputzt, Zeugnis des Ortsaussehens des 19. Jahrhunderts, Bestandteil der ortsbildkonstituierenden Angerbebauung, baugeschichtlich von Bedeutung, im ursprünglichen Aussehen weitgehend erhalten, Fenster weitgehend originale Größe, gesprosst | 09253295 |

## Liste der Kulturdenkmale inNeudorf
| Bild                                    | Bezeichnung                                                                     | Lage                                           | Datierung       | Beschreibung | ID       |
| --------------------------------------- | ------------------------------------------------------------------------------- | ---------------------------------------------- | --------------- | --- | -------- |
| Direkt Bild zu diesem Denkmal hochladen | Handschwengelpumpe                                                              | Zum Schlosspark (Ecke Alte Poststraße) (Karte) | 19. Jahrhundert | Brunnenring, darüber hölzerner Pumpenschaft mit hölzernem Schwengel, sozialgeschichtlich von Bedeutung | 09253260 |
|                                         | Südliches Wohnhaus des ehemaligen Vorwerks mit nordöstlichem Wirtschaftsgebäude | Zum Schlosspark 12, 14 (Karte)                 | 18. Jahrhundert | Massivbau mit Krüppelwalmdach, ortsgeschichtlich von Bedeutung, stark verändert, zweigeschossiger Baukörper jedoch vom Alter kündend, in der Denkmalliste von 1996 war das Vorwerk nur unter „Nummer 1“ verzeichnet | 09253263 |

## Liste der Kulturdenkmale inPannewitz
| Bild                                    | Bezeichnung | Lage                                                           | Datierung           | Beschreibung | ID       |
| --------------------------------------- | ----------- | -------------------------------------------------------------- | ------------------- | --- | -------- |
|                                         | Wegestein   | Pannewitz (Ortsmitte) (Karte)                                  | 19. Jahrhundert     | Verkehrsgeschichtlich von Bedeutung, Natursteinstele, Schaft mit abgefasten Kanten, darüber quaderförmiger Kopf mit flachpyramidalem Abschluss | 09253307 |
| Direkt Bild zu diesem Denkmal hochladen | Betkreuz    | bei Pannewitz 2 (am Ortseingang, von Weidlitz kommend) (Karte) | Bezeichnet mit 1898 | Mit profilierter Granitsäule, regionalgeschichtlich von Bedeutung                                                                              | 09253325 |

## Liste der Kulturdenkmale inSaritsch
| Bild                                    | Bezeichnung                                                                                   | Lage                                          | Datierung                                                       | Beschreibung | ID       |
| --------------------------------------- | --------------------------------------------------------------------------------------------- | --------------------------------------------- | --------------------------------------------------------------- | --- | -------- |
| Direkt Bild zu diesem Denkmal hochladen | Wegestein                                                                                     | (Gabelung Uebigau/Saritsch/Pannewitz) (Karte) | 19. Jahrhundert                                                 | Verkehrsgeschichtlich von Bedeutung, Natursteinstele, Schaft mit abgefasten Kanten, darüber quaderförmiger Kopf mit pyramidalem Abschluss | 09253317 |
| Direkt Bild zu diesem Denkmal hochladen | Wegestein                                                                                     | (Ortsausgang Richtung Pannewitz) (Karte)      | 19. Jahrhundert                                                 | Verkehrsgeschichtlich von Bedeutung | 09253316 |
| Weitere Bilder                          | Evangelische Kapelle                                                                          | Saritsch (Karte)                              | Frontgiebel bezeichnet mit 1907                                 | Schlichter Bruchsteinbau im neoromanischen Stil, dreiseitig geschlossener Chor, Satteldach mit Glocken-Dachreiter, Saalkirche mit offenem Dachstuhl, baugeschichtlich und ortsgeschichtlich von Bedeutung. Schlichter Natursteinbau, mit Holzgebälk, mit Empore, mit Holzgestühl, Wappen an Wand (Stern, Halbmond, Harnisch, …), zwei Silberkelche mit Schenkungswidmung, von Rittergutsbesitzer Hermann aus Weidlitz gestiftet. | 09252276 |
|                                         | Rittergut Saritsch (Sachgesamtheit)                                                           | Saritsch 1, 1b, 1c, 1d, 1e, 1f (Karte)        | 19. Jahrhundert (Gutsverwalterhaus und zwei Wirtschaftsgebäude) | Sachgesamtheit Rittergut Saritsch mit folgenden Einzeldenkmalen: östliches Herrenhaus (Nr. 1), südwestliches Wirtschaftsgebäude (mit Gewölben im Stallteil), Taubenhaus und westlicher Teich (siehe Obj. 09252278) sowie nördliches (Nr. 1e, 1c), südliches (Nr. 1f) und westliches Wirtschaftsgebäude (Nr. 1d) und Verwalterhaus (Nr. 1b) als Sachgesamtheitsteile; in ihrer Grundrissstruktur und ihrem Gebäudebestand bisher unverändert erhaltene Anlage mit ortsgeschichtlicher und ortsbildprägender Bedeutung, hoher Authentizitätsgrad. Parkanlage hinter dem Gut am Schwarzwasser ist nicht mehr ablesbar, vermutlich aber historisch existierend gewesen. Durch Meliorationsmaßnahme am Verlauf des Schwarzwassers gesamtes Areal verändert.  | 09304032 |
|                                         | Östliches Herrenhaus (Einzeldenkmal zu ID-Nr. 09304032)                                       | Saritsch 1 (Karte)                            | Um 1870, älterer Kern 17. Jahrhundert                           | Einzeldenkmal der Sachgesamtheit Rittergut Saritsch; Herrenhaus im Rundbogenstil, in ihrer Grundrissstruktur und ihrem Gebäudebestand bisher unverändert erhaltene Anlage mit ortsgeschichtlicher und ortsbildprägender Bedeutung, hoher Authentizitätsgrad. Massiv, zweigeschossig mit Attikazone, Rundbogenfenster, neun Achsen in beiden Geschossen, flacher, breitgelagerter Mittelrisalit, aufwendige Putzgliederung, Okuli im Attikabereich, Biberschwanzdeckung. Repräsentatives zweigeschossiges Gebäude mit Walmdach im Stil der Neurenaissance, um 1860, Rundbogenportal und -fenster, Drempel mit Rundfenstern. (Dehio Sachsen I, 1996) | 09252278 |
| Direkt Bild zu diesem Denkmal hochladen | Südwestliches Wirtschaftsgebäude mit Gewölben im Stallteil (Einzeldenkmal zu ID-Nr. 09304032) | Saritsch 1 (Karte)                            | Um 1870                                                         | Einzeldenkmal der Sachgesamtheit Rittergut Saritsch, stattlicher, breitgelagerter massiver Baukörper mit Krüppelwalmdach, hofseitig zwei große Toröffnungen, ehemals Rundbögen, ursprünglich Durchfahrt, im Erdgeschoss rechte Gebäudehälfte Ställe mit Kreuzgewölben (mit geputzten Gurtbögen), linke Hälfte im Erdgeschoss Wohnteil, Obergeschoss Tenne, alte Holzdielung erhalten, stattliche wohlproportionierte Giebelseiten mit gleichmäßig angeordneten Fensteröffnungen, Fenster original erhalten, Gebäude insgesamt mit hohem Maß an Originalität erhalten, Bedeutung als Bestandteil der Gutsanlage und wichtig für Ortsbild als rechter Flankenbau bei Einfahrt zum Gutshof, Blickbeziehung Teich – Wirtschaftsgebäude unverzichtbarer Reiz | 09252278 |
| Direkt Bild zu diesem Denkmal hochladen | Taubenhaus (Einzeldenkmal zu ID-Nr. 09304032)                                                 | Saritsch 1 (Karte)                            | Um 1870                                                         | Einzeldenkmal der Sachgesamtheit Rittergut Saritsch, altes Taubenhaus (ca. 3 m hoch) auf Granitsockel, grüner, hölzerner Schlag, Seltenheitswert | 09252278 |
| Direkt Bild zu diesem Denkmal hochladen | Westlicher Teich (Einzeldenkmal zu ID-Nr. 09304032)                                           | Saritsch 1 (Karte)                            | Um 1870                                                         | Einzeldenkmal der Sachgesamtheit Rittergut Saritsch, bezüglich der Blickbeziehung zum Gut unverzichtbarer Bestandteil des gesamten Ensembles, ortsbildprägend | 09252278 |

## Liste der Kulturdenkmale inUebigau
| Bild                                    | Bezeichnung   | Lage               | Datierung | Beschreibung | ID       |
| --------------------------------------- | ------------- | ------------------ | --------- | --- | -------- |
|                                         | Wohnstallhaus | Uebigau 8 (Karte)  | Um 1850   | Obergeschoss Fachwerk verbrettert, eine Seite Sicht-Fachwerk, Krüppelwalmdach, Zeugnis des alten Ortsbildes, baugeschichtlich von Bedeutung, Erdgeschoss zum Teil verändert | 09253298 |
| Direkt Bild zu diesem Denkmal hochladen | Wohnstallhaus | Uebigau 9 (Karte)  | Um 1800   | Obergeschoss Fachwerk verbrettert, weitgehend im früheren Aussehen erhalten, baugeschichtlich von Bedeutung, Stallteil in Garage umgewandelt                                | 09253299 |
|                                         | Wohnstallhaus | Uebigau 18 (Karte) | Um 1800   | Obergeschoss Fachwerk verbrettert, baugeschichtlich von Bedeutung, Fenster originale Größe, Erdgeschoss Winterfenster, sehr niedrige Geschosshöhen                          | 09253300 |

## Liste der Kulturdenkmale inWeidlitz
| Bild           | Bezeichnung                                                                                        | Lage                                    | Datierung                                   | Beschreibung | ID       |
| -------------- | -------------------------------------------------------------------------------------------------- | --------------------------------------- | ------------------------------------------- | --- | -------- |
|                | Grablege mit Einfriedung                                                                           | (am Friedenberg) (Karte)                | 19. Jahrhundert                             | Auf einem Hügel gelegene Grabanlage mit Gruft der Familie Hermann (Weidlitzer Herren), schmiedeeiserne Einfriedung, ortsgeschichtlich von Bedeutung | 09253313 |
| Weitere Bilder | Rittergut und Gutspark Weidlitz (Sachgesamtheit)                                                   | Weidlitz 1a, 1b, 1c, 1d, 1e, 1f (Karte) | 1859 verändert, im Kern spätmittelalterlich | Sachgesamtheit Rittergut Weidlitz mit folgenden Einzeldenkmalen: Herrenhaus (Nr. 1c) und drei Wirtschaftsgebäude (Nr. 1a, 1b, 1d, 1e, 1f) eines Gutshofes (siehe Obj. 09253312, gleiche Anschrift) sowie Parkanlage mit zum Teil erhaltenen barocken und landschaftlichen Strukturen; Herrenhaus mit großem Dachreiter, Treppengiebel, Lisenengliederung und Bogenfries, Freitreppe und korbbogiger Eingang, alte Haustür, darüber Wappen, zwei der Wirtschaftsgebäude mit sehr langen Hechtgaupen und zwei mit Fledermausgaupen, bau- und gartengeschichtlich, gartenkünstlerisch, ortsgeschichtlich und landschaftsgestaltend von Bedeutung. Fällgenehmigung für eine Rotbuche (Flurstück 489) und Instandsetzung der Parkwege nach Hochwasserschäden 2010–2014 vom 21. Februar 2017 (Landratsamt Bautzen).                        | 09304033 |
| Weitere Bilder | Südliches Herrenhaus (Nr. 1c) und drei Wirtschaftsgebäude (Nr. 1a, 1b, 1d, 1e, 1f) eines Gutshofes | Weidlitz 1a, 1b, 1c, 1d, 1e, 1f (Karte) | 1859 verändert, im Kern spätmittelalterlich | Einzeldenkmale der Sachgesamtheit Rittergut Weidlitz (siehe auch Obj. 09304033, gleiche Anschrift); Herrenhaus mit großem Dachreiter, Treppengiebel, Lisenengliederung und Bogenfries, Freitreppe und korbbogiger Eingang, alte Haustür, darüber Wappen, zwei der Wirtschaftsgebäude mit sehr langen Hechtgaupen und zwei mit Fledermausgaupen, baugeschichtlich, ortsbildprägend und ortsgeschichtlich von Bedeutung. Abbruchgenehmigung für nördliches Wirtschaftsgebäude Nummer 1f, Flurstück 493a vom 13. März 2017 (Landratsamt Bautzen). Zweigeschossiger Bau, 1859 verändert, mit älterem Kern. Fassade mit Lisenengliederung und Bogenfries. Die Ecken durch polygonale Vorlagen mit Aufsatz betont. Satteldach mit Treppengiebel und Gaupen, zentraler Dachreiter. Verschiedene Wirtschaftsgebäude, Anfang 19. Jahrhundert. | 09253312 |
|                | Wohnstallhaus                                                                                      | Weidlitz 4 (Karte)                      | 2. Hälfte 19. Jahrhundert                   | Obergeschoss Fachwerk, auf Giebelseite verbrettert, Giebel ornamental verschiefert, integrierte Stallscheune massiv, baugeschichtlich von Bedeutung, Biberschwanzdeckung, Fenster originale Größe | 09253311 |
|                | Betkreuz                                                                                           | Weidlitz 4 (bei) (Karte)                | 19. Jahrhundert                             | Kruzifix auf Granitsockel mit Nische, darin Figur des segnenden Christus, regionalgeschichtlich von Bedeutung | 09253310 |
|                | Betkreuz                                                                                           | Weidlitz 8 (gegenüber) (Karte)          | Bezeichnet mit 1921                         | Kruzifix auf profiliertem Granitsockel, regionalgeschichtlich von Bedeutung | 09253309 |
|                | Wohnstallhaus (Umgebinde)                                                                          | Weidlitz 8a (Karte)                     | Um 1850                                     | Obergeschoss Fachwerk verbrettert, baugeschichtlich von Bedeutung, Umgebinde rechts 2/2 Joche, Biberschwanzdeckung, Krüppelwalmdach, Fenstergrößen Obergeschoss unverändert | 09253308 |

## Liste der Kulturdenkmale inZescha
| Bild                                    | Bezeichnung                                                                    | Lage                                                           | Datierung                                     | Beschreibung | ID       |
| --------------------------------------- | ------------------------------------------------------------------------------ | -------------------------------------------------------------- | --------------------------------------------- | --- | -------- |
| Direkt Bild zu diesem Denkmal hochladen | Basis eines Gedenksteins von 1813 (Franzosenstein)                             | (Gemarkung Zescha)                                             | Nach 1813                                     | Reste des Gedenksteins im Hof Neschwitzer Straße 71 in Zescha, ortsgeschichtlich von Bedeutung | 09253321 |
| Weitere Bilder                          | Wegestein                                                                      | (an der B 96, 100 m nördlich des Abzweigs nach Zescha) (Karte) | 19. Jahrhundert                               | Verkehrsgeschichtlich von Bedeutung | 09253320 |
|                                         | Denkmal für die Gefallenen des Ersten und Zweiten Weltkrieges                  | An den Linden (Dorfanger) (Karte)                              | 1919; nach 1945                               | Monolith mit Inschrifttafel, ortsgeschichtlich von Bedeutung | 09253264 |
|                                         | Ehemaliger Gasthof und winklige Scheune                                        | An den Linden 14 (Karte)                                       | Um 1850 (Gasthof); um 1900 (Scheune)          | Gasthof Obergeschoss Fachwerk, ornamental verschiefert, Scheune Bruchsteinbau, teilweise verputzt, ursprünglich erhaltenes Ensemble, baugeschichtlich, ortsgeschichtlich und straßenbildprägend von Bedeutung. - Gasthaus: Obergeschoss und Giebel Fachwerk, ornamental verschiefert, Erdgeschoss aus Feld- und Hausteinen, Fenster originale Größe, gesprosst - massive Scheune mit Krüppelwalmdach, die Geschosse durch Backstein-Zierband gegliedert, Erdgeschoss ebenfalls aus Feld- und Hausteinen | 09253267 |
|                                         | Wohnstallhaus mit integrierter Scheune                                         | An den Linden 21 (Karte)                                       | Um 1800                                       | Obergeschoss Fachwerk, in hohem Maße ursprünglich erhalten, eines der letzten Zeugnisse der Holzbauweise in der Gegend, baugeschichtlich von Bedeutung, Kniestock, Biberschwanzdeckung, Fenster originale Größe | 09253265 |
|                                         | Wegestein                                                                      | Neschwitzer Straße (Karte)                                     | 19. Jahrhundert                               | Verkehrsgeschichtlich von Bedeutung | 09253319 |
|                                         | Mord- und Sühnekreuz                                                           | Neschwitzer Straße (Karte)                                     | 15.–17. Jahrhundert                           | Stein mit Malteserkreuz und Dolch, ortsgeschichtlich von Bedeutung | 09253318 |
|                                         | Wohnhaus (Umgebinde)                                                           | Neschwitzer Straße 19 (Karte)                                  | 1. Hälfte 19. Jahrhundert                     | Obergeschoss Fachwerk teils verbrettert, baugeschichtlich und straßenbildprägend von Bedeutung. Nicht im denkmalpflegerischen Sinne restauriert: Fachwerk aufgebrettert, etliche Fenster zugesetzt, Pseudo-Umgebinde, jedoch im Straßenbild ursprüngliches Aussehen suggerierend, Umgebinde rechts 2/2/2 Joche. | 09253268 |
| Direkt Bild zu diesem Denkmal hochladen | Herrenhaus des ehemaligen Rittergutes Zescha                                   | Neschwitzer Straße 35 (Karte)                                  | 2. Hälfte 19. Jahrhundert                     | Putzbau mit Walmdach, Geschosse und Drempel durch zwei Gurtgesimse gegliedert, baugeschichtlich und straßenbildprägend von Bedeutung, ovale Öffnungen im Drempelbereich, Sprossenfenster | 09253269 |
| Direkt Bild zu diesem Denkmal hochladen | Westliches Wohnhaus und östliches Seitengebäude eines ehemaligen Dreiseithofes | Neschwitzer Straße 71 (Karte)                                  | Um 1900 (Bauernhaus); um 1850 (Seitengebäude) | Wohnhaus Putzbau mit Eckquaderung, Seitengebäude mit integriertem Taubenhaus, Obergeschoss und Giebel Fachwerk verbrettert, Rückseite Sichtfachwerk, beide Gebäude mit Krüppelwalmdächern, baugeschichtlich und ortsbildprägend von Bedeutung, im Anwesen sind noch Reste des Franzosensteins aufbewahrt, nördliche Scheune ist abgebrochen | 09253270 |

## Streichungen von der Denkmalliste

### Streichungen von der Denkmalliste (Holscha)
| Bild                                    | Bezeichnung | Lage                        | Datierung                                               | Beschreibung | ID       |
| --------------------------------------- | --- | --------------------------- | ------------------------------------------------------- | --- | -------- |
| Direkt Bild zu diesem Denkmal hochladen | Herrenhaus (Nr. 1, 1a) sowie nördliches und östliches Wirtschaftsgebäude (Nr. 2 und 3) des ehemaligen Rittergutes | Holscha 1, 1a, 2, 3 (Karte) | 18. Jahrhundert (Wirtschaftsgebäude); 1841 (Herrenhaus) | Herrenhaus schlichter lang gestreckter Putzbau mit Satteldach, Wirtschaftsgebäude lang gestreckte, flache, gedrungene Gebäude (eines davon auf einer ehemaligen Wasserburg) mit Krüppelwalmdächern, heute Reiterverein Neschwitz, baugeschichtlich und ortsgeschichtlich von Bedeutung. Das auf Flurnummer 466a ehemals als Denkmal ausgewiesene Gebäude ist nach 1996 abgebrochen worden, an dessen Stelle jetzt Neubau. Zwischen 2017 und 2024 aus der Denkmalliste gestrichen. | 09253261 |

### Streichungen von der Denkmalliste (Zescha)
| Bild                                    | Bezeichnung    | Lage                  | Datierung | Beschreibung | ID       |
| --------------------------------------- | -------------- | --------------------- | --------- | --- | -------- |
| Direkt Bild zu diesem Denkmal hochladen | Ausgedingehaus | Neue Mühle 19 (Karte) | Um 1850   | Fachwerk in beiden Geschossen, Stallteil aus Feldsteinen, Giebelseite verbrettert, Beispiel ursprünglich erhaltener Holzbauweise, baugeschichtlich und sozialgeschichtlich von Bedeutung, Fenster originale Größe; zwischen 2008 und 2014 abgerissen | 09253266 |

## Tabellenlegende
- Bild: Bild des Kulturdenkmals, ggf. zusätzlich mit einem Link zu weiteren Fotos des Kulturdenkmals im Medienarchiv Wikimedia Commons. Wenn man auf das Kamerasymbol klickt, können Fotos zu Kulturdenkmalen aus dieser Liste hochgeladen werden:
- Bezeichnung: Denkmalgeschützte Objekte und ggf. Bauwerksname des Kulturdenkmals
- Lage: Straßenname und Hausnummer oder Flurstücknummer des Kulturdenkmals. Die Grundsortierung der Liste erfolgt nach dieser Adresse. Der Link (Karte) führt zu verschiedenen Kartendiensten mit der Position des Kulturdenkmals. Fehlt dieser Link, wurden die Koordinaten noch nicht eingetragen. Sind diese bekannt, können sie über ein Tool mit einer Kartenansicht einfach nachgetragen werden. In dieser Kartenansicht sind Kulturdenkmale ohne Koordinaten mit einem roten bzw. orangen Marker dargestellt und können durch Verschieben auf die richtige Position in der Karte mit Koordinaten versehen werden. Kulturdenkmale ohne Bild sind an einem blauen bzw. roten Marker erkennbar.
- Datierung: Baubeginn, Fertigstellung, Datum der Erstnennung oder grobe zeitliche Einordnung entsprechend des Eintrags in der sächsischen Denkmaldatenbank
- Beschreibung: Kurzcharakteristik des Kulturdenkmals entsprechend des Eintrags in der sächsischen Denkmaldatenbank, ggf. ergänzt durch die dort nur selten veröffentlichten Erfassungstexte oder zusätzliche Informationen
- ID: Vom Landesamt für Denkmalpflege Sachsen vergebene, das Kulturdenkmal eindeutig identifizierende Objekt-Nummer. Der Link führt zum PDF-Denkmaldokument des Landesamtes für Denkmalpflege Sachsen. Bei ehemaligen Kulturdenkmalen können die Objektnummern unbekannt sein und deshalb fehlen bzw. die Links von aus der Datenbank entfernten Objektnummern ins Leere führen. Ein ggf. vorhandenes Icon  führt zu den Angaben des Kulturdenkmals bei Wikidata.

## Ausführliche Denkmaltexte
1. ↑  Beschreibung und Begründung des Gartendenkmals Schlosspark Neschwitz (Ragnhild Kober-Carrière, 2014):

Der barocke Garten wurde unter Herzog Friedrich Ludwig von Württemberg und Teck und seiner Ehefrau Ursula Catharina, Fürstin von Teschen im Zuge des Schlossbaus (1721–1723), vermutlich nach Entwürfen des Dresdner Hofarchitekten Johann Friedrich Karcher angelegt (Panse, 1999, S. 100). Nach Pönicke schuf der Kunstgärtner Seehahn, der 1729 von der Fürstin von Teschen nach Neschwitz berufen wurde, den barocken Garten (Pönicke, 1859, S. 36). Erhaltene Pflanzeninventare der Orangerie, die 1723 an den Gärtner Johann Friedrich Seehahn übergeben wurden, weisen ebenfalls auf Seehahn hin (Angst, 1996). 1766–75 wurde unter dem späteren Eigentümer Wolfgang Edler Herr von Riesch die Orangerie mit Corps de Logis als Neues Schloss (1945 zerstört) mit den dazugehörigen Gartenanlagen erbaut (Architekt: Friedrich August Krubsacius, 1718–1789, ab 1755 sächsischer Hofbaumeister). Die späteren neuen Gartenanlagen sollten den formalen mit dem landschaftlichen Stil verbinden.
Das auf einer künstlich angelegten Anhöhe, zum Teil auf dem Kellergeschoss des Vorgängerbaus stehende sogenannte Alte Schloss weist mit seiner durch den Saal führenden Achse (Schlossachse) nach Südosten weit in die ehemalige Teichlandschaft und nach Nordwesten über die Schlossterrasse und den barocken Garten zum sogenannten Blauen Tor in Richtung ehemaligen Tiergarten. Unterhalb des Schlosses, im rechten Winkel zu ihr, liegt die Erschließungsachse. Nach Südwesten zur Kirche und nach Nordosten zu einem Obelisk ausgerichtet schneidet sie im Ehrenhof (sogenannte Reitbahn) die Schlossachse. Eine zu der Erschließungsachse parallel verlaufende Gartenachse schneidet die Schlossachse im Zentrum des Boulingrin. Sie ist nach Südwesten über zwei Teiche und eine Kastanienallee zum Jagdpavillon ausgerichtet worden und nach Nordosten über ein Aha auf eine Baumgruppe bezogen gewesen. Die Schlossachse des ehemaligen, sogenannten Neuen Schlosses (heute Schulstandort) wies parallel zur Achse des Alten Schlosses nach Südosten über die ehemaligen formalen, später landschaftlichen Anlagen ebenso in die Teichlandschaft. Die durch Kanäle und Mauern abgegrenzte relativ kleine Schlossanlage erfährt durch ihre in die Landschaft hinausgreifenden Achsen und Blickbezüge eine große Weite.
Über das Weiße Tor mit seinen beiden Pavillons führt die Erschließungsachse durch die landschaftliche Anlage des ehemaligen Neuen Schlosses zum Ehrenhof mit mittiger kreisförmiger von geschnittenen Linden umstellten Platzfläche und vier kleineren Rasenflächen sowie den flankierenden drei von ehemals vier Pavillons. Im rechten Winkel, nach Südosten, führt die Schlossachse als Wegeachse über den den Schlosshügel umgreifenden Wasserkanal zu der unter der Schlossterrasse liegenden Grotte mit drei bogenförmigen Öffnungen. Rechts und links wird das Schloss über je eine Auffahrt erreicht und von Südosten erschlossen. Von ihm und von der ihm im Südosten vorgelagerten Plateaufläche ergibt sich ein weitgefächerter Blick über die von baumbewachsenen Dämmen durchzogene Wiesenlandschaft. Von der dem Schloss im Nordwesten vorgelagerten Terrasse schaut man über den Ehrenhof und die ihn abschließende, mit Skulpturen und Vasen geschmückte Balustrade zum Boulingrin mit den beiden Springbrunnen und in der Wegeachse weiter bis zum Blauen Tor. Das Boulingrin wird von baumbestandenen Rasenflächen (ehemals Bosketten) umgeben. Außerhalb des Tores liegen ein Teich mit Insel und ein Waldstück mit einer in der Achse liegenden Schneise. Die beiden Springbrunnen bilden in ihrer Verlängerung die Gartenachse, die als Sichtachse innerhalb des Gartens fungiert. In ihr liegt im Nordosten das oben genannte barocke Aha, ein Eisengitter in der Gartenmauer, mit heute verbauter Sicht. Nach Südwesten besteht die Blickbeziehung zu einem dritten, dem ehemaligen Neuen Schloss vorgelagerten Springbrunnen und weiter durch ein Tor zum oben genannten Jagdpavillon. Der im Südosten des ehemaligen Neuen Schlosses liegende Garten, der auf ehemaligen Wirtschaftsflächen des Alten Schlosses erst als kleinteiliger Rokokogarten angelegt wurde, ist im 19. Jahrhundert landschaftlich überprägt worden. Von den Wegen am Schwanenteich mit seiner landschaftlichen Uferlinie und den ihn umgebenden Baumpflanzungen ergeben sich Blickbezüge zum Alten Schloss wie zum Standort des ehemaligen Neuen Schlosses (heute Schule). Im Nordosten des Alten Schlosses ist ein Stück Auewald erhalten geblieben, das, hinter dem Mühlgraben liegend, als „Vogelgehege“ bezeichnet wurde. Zu Ehren des Erbauers des Neuen Schlosses, Wolfgang Edler Herr von Riesch, ließ sein ältester Sohn, Isaak Wolfgang Freiherr von Riesch (1749–1810) den oben genannten Obelisk aufstellen. Der aus Granitquadern errichtete, ca. 8 m hohe Obelisk ruht auf Klauenfüßen. Auf seinem unteren Quader war ein ovales Porträt des W. v. Riesch angebracht. Eine Schrifttafel ist heute noch an seinem Postament erhalten und weist die Jahreszahl 1788 aus.
Die als Jagd- und Sommersitz vorgesehene Schlossanlage ist mit dem Schlosshügel, dem in seiner Grundstruktur erhaltenen barocken und dem in mehreren Phasen entstandenen landschaftlichen Garten sowie den weit in die Landschaft hinaus raumgreifenden Achsen ein gartengeschichtliches und landschaftsgestaltendes Gesamtkunstwerk von überregionaler Bedeutung. Es fließen in der barocken Gestaltung sowohl italienische Gestaltungsideen (Schloss auf einer Anhöhe mit Grotte) als auch holländische Gestaltungsgrundsätze (Schloss- und Grenzkanäle sowie Teichlandschaft) zusammen. Die z. B. aus dem französischen Gartenstil stammende Anlage eines Boulingrin und die späteren englischen landschaftlichen Anlagen zeigen weiterführend eine auf hohem Niveau stehende europäische Orientierung der einstigen Bauherren und Architekten.
2. ↑  Beschreibung und Begründung des Gartendenkmals Übigauer Straße 2 in Neschwitz (Ragnhild Kober-Carrière, 2014):

Der mit dem Bau der Villa angelegte Villengarten gliedert sich in folgende Gartenteile: Zugangsbereich zum Haus mit breit vorgelagertem Weg (1), heute veränderter Hofbereich (2), Obst- und Gemüsegarten (3), Ziergarten (4), Parkbereich (5), hausnaher Terrassen- und Sitzbereich, teilweise verändert (6). Der Garten erscheint aufgeräumt, da seine Teile deutlich voneinander abgegrenzt sind. Die dem Mittelrisalit im Westen vorgelagerte rechteckige Rasenfläche ist von Wegen umgeben. Ein kleines quadratisches, auf die Spitze gestelltes Beet in ihrem Zentrum ist der einzige Schmuck. Dieses Beet dreht gleichfalls die vom Haus ausgehende Achse um 90° nach Norden. Am Anfang dieser zum Gemüsegarten führenden Wegeachse stehen zwei nachgepflanzte Pyramidenpappeln mit Torwirkung, am Ende ein Wasserbecken aus Granit. Zwischen den Gartenteilen liegt eine durch den Weg geteilte weitere Rasenfläche mit Ziergehölzen (Flieder, Perückenstrauch), die als Abstandsfläche fungiert. Der Gemüsegarten hat vier durch ein Wegekreuz aufgeteilte, zum Teil von Blumenrabatten umgebene Felder. Eine Obstwiese schließt sich bis zur nördlichen Grundstücksgrenze an. Im südlichen Teil des Grundstücks liegt ein kleiner Park mit geschwungenen Wegen, Solitärbäumen (Buchen, Linden, Eichen, Bergahorn, Spitzahorn, Hainbuche), Eiben und Rhododendren. An der Südwestecke schirmen zwei dicht gepflanzte Lindenreihen den Garten ab. Dem Südgiebel des Hauses vorgelagert liegt eine breite platzartige Wegefläche (wassergebundene Wegedecke), die zu den hausnahen geradlinigen Wege- und Platzflächen und den Parkwegen das Bindeglied bildet. Drei Granitbänke stehen im Parkteil, ein Sandsteinobelisk im Obstgarten. Das ehemalige Waschhaus ist durch Garagen ersetzt. Am Nordgiebel des Hauses wurde ein eingeschossiger Anbau in den 1970er Jahren hinzugefügt. An den Grenzen des Nordteiles stehen Zier- und Decksträucher (Goldregen, Flieder, Haselnuss, Schneebeere), eine Kirschpflaume in der Nordwestecke und eine Eiche in der Nordostecke. Alle Wege- und Platzflächen weisen eine wassergebundene Wegedecke und zum Teil Granitkantensteine auf. Ein Bienenhaus und ein zum Gartenschuppen umfunktionierter Eisenbahnwagon stehen im Randbereich des Obst- und Gemüsegartens, ein Brunnen befindet sich in der Nordostecke des Grundstücks. Ein parallel zur westlichen Grundstücksgrenze verlaufender Weg verbindet die Gartenteile. Die Einfriedung besteht aus Granitpfeilern, Holzlattenzaunfeldern, Holztor und Holzpforte. Mit seinen klar ablesbaren, erhaltenen Gartenteilen zeigt der Garten das für Villengärten der Jahrhundertwende typische Programm. Die formal architektonischen und landschaftlichen Elemente sind geschickt miteinander verbunden. In dieser funktionalen und gestalterischen Einheit liegt der gartengeschichtliche und gartenkünstlerische Wert dieses Villengartens.
3. ↑  Beschreibung und Begründung des Gartendenkmals Gutspark Doberschütz (Ragnhild Kober-Carrière, 2014):

Im Norden und Süden des Rittergutes liegen die Flächen früherer Nutzgärten. Der Rittergutspark erstreckt sich mit zwei Teichen auf der Westseite des Herrenhauses von Süden nach Norden. Die Teiche werden von dem Doberschützer Bach gespeist, der an ihnen hinter Dämmen, in Gräben geführt wird. Der Abflussgraben des oberen südlichen Teiches (Schlossteich oder Mittlerer Teich genannt) mündet in der Nähe des tiefer gelegenen nördlichen Teiches (Mühlteich) wieder in den Bachlauf, so dass zwischen beiden Teichen ein größeres Areal als Insel umflossen wird. Teiche, Dämme und Gräben sind die bestimmenden Elemente des Gutsparks. Noch um 1800 werden auf Karten keine Gehölzflächen dargestellt. Nur wegbegleitende Baumalleen und -reihen begrenzen das Areal des späteren Gutsparks. Erst um 1850 sind Gehölzflächen und um 1900 ein differenzierteres Wegesystem und ein Zaun erkennbar. Der im 19. Jahrhundert angelegte Park bezieht also die Teiche mit Gräben und Dämmen sowie die alten Baumalleen und Baumreihen ein. Unterhalb des Mühlteiches lag eine Mühle (auf Karten um 1800 bis ca. 1900 nachgewiesen). Der zuführende Dammweg ist erhalten.
Südlich des Herrenhauses, auf der Ostseite des südlichen Teiches, wird, von einer L-förmigen Mauer (Ost-Mauer neu erbaut) im Osten und Süden abgegrenzt, schon im 18. Jahrhundert ein kleiner Zier- oder Blumengarten angelegt gewesen sein. Die Wiesenfläche im Westen des Herrenhauses, auf der oben beschriebenen Insel, ist scheinbar immer frei geblieben, um die Blicke zum Herrenhaus offen zu halten. Der heutige Vorgarten zum Hof ist bereits um 1800 vorhanden.
Beim Vergleich des Kartenmaterials zeigt sich, dass es sich in Hofnähe eher um kleinere Ziergärten und größere Nutzgärten handelte, deren Flächen erhalten sind. Der Gutspark schälte sich im 19. Jahrhundert aus einer Kulturlandschaft heraus und hatte möglicherweise auch forstwirtschaftliche Bedeutung. Der Gehölzbestand des nördlichen Bereiches, westlich des Mühlteiches, wurde nach 1945 gefällt und nach Auskunft der Eigentümer neu aufgepflanzt (Eichen, Birken). Im zentralen Parkbereich sind Laubbäume (Linden, Eichen, Hainbuche, Bergahorn, Buche, Trauerweide) und einige Koniferen (Lärchen, Kiefern) gepflanzt worden. Alle Parkstrukturen sind wegen geringer Pflege heute nur schwer ablesbar. An den Dämmen stehen vorrangig alte Erlen, an der westlichen Parkgrenze über 200 Jahre alte Eichen. Brücken, verrohrte Wasserdurchläufe, Teichständer und Einfriedungen sind nicht mehr original. Einige Zaunpfeiler aus Granit stehen am südlichen Zugangsweg. Reste der Einfriedung des Vorgartens, ein kurzes Mauerstück mit einem Pfeiler an der östlichen Zufahrt zum Gutshof sind erhalten.
Der Wert des Gutsparks liegt in den von der Kulturlandschaft geprägten Grundstrukturen. Die Sichten von den Wegen auf den von Bäumen umstandenen Dämmen über die Wasserflächen und zu den von Waldrändern gesäumten Feldern machen den Reiz des Parks aus, der in seiner künstlerischen Gestaltung weniger ausgeprägt ist. Über mehrere Wege ist er mit der Umgebung verbunden. Der Gutspark bildet das Herzstück einer unverbauten Kulturlandschaft. Er ist im 19. Jahrhundert durch gezielte Gehölzpflanzungen und Wegeführungen aufgeschmückt worden. In diesem Gesamtzusammenhang sind die erhaltenen Flächen der Nutz- und Ziergärten und der Gutspark von landschaftsgestaltendem Wert.
4. ↑  Beschreibung und Begründung des Gartendenkmals Gutspark Weidlitz (Ragnhild Kober-Carrière, 2014):

Jacob le Coq, Churfürstlich Sächsischer Geheimer Kriegsrath und außerordentlicher Gesandter am Grossbrittanischen Hofe, kaufte 1730 das Rittergut Weidlitz und ließ von dem Kunstgärtner Johann Friedrich Seehahn den barocken Garten mit Terrassen und Wasserkünsten anlegen. Im Norden des Herrenhauses liegt der Gutshof, im Süden, Osten und Westen der Garten. Das Schloss war von einem Wassergraben umgeben und der barocke Garten in folgende Gartenteile unterschieden: ein im Süden des Schlosses liegendes rechteckiges Broderieparterre (1) mit sich anschließenden, an ansteigendem Gelände liegenden drei Terrassen (2) und einem halbkreisförmigen, nach außen zur Feldflur abschließenden halbkreisförmigen Platz (3), einem in der Schlossachse liegenden Aha (4) und zwei sich nach Osten und Westen erstreckenden Bosketten (5, 6) mit Längs- und Querachsen. Die Hauptachsen des Gartens sind die Schloss- und Parterreachse sowie eine als Allee ausgeführte Wegeachse des Ostbosketts. Umgeben war der Garten von einer Bruchsteinmauer, von der nur noch wenige Reste erhalten sind. Die barocke Grundstruktur des Gartens ist auf dem Meilenblatt von 1804 (Berliner Exemplar) ablesbar. Der Bach, der das Wasser zum Schlossgraben hin- und auch wieder wegführt, durchfließt den Garten von West nach Ost. Das Verdienst von Dr. Paul Herrmann, dem das Gut Mitte des 19. Jahrhunderts gehörte, waren landwirtschaftliche Neuerungen. Er heiratete1839 Julie von Weidenbach. Sie ließ den Park erweitern und im englischen Stil umgestalten. 1842–43 wurde das Herrenhaus nach einem Entwurf des Dresdner Architekten Hugo Erhard grundlegend umgestaltet. Von 1857 bis 1864 war die Sächsische Versuchsanstalt für Landwirtschaft im Rittergut Weidlitz angesiedelt.
Im Norden der Gutsgebäude liegt ein Teich, der scheinbar Ausgangspunkt der späteren landschaftlichen Überprägung des Barockgartens war. Heute findet man hier im Gutspark auf der Fläche des Westbosketts landschaftlich geführte Wege, die den Bachlauf über mehrere Brücken (Bruchsteinmauerwerk mit großen Granitplatten als Brückenelemente) queren. Auch das ehemalige Ostboskett weist auf Karten des 19. und 20. Jahrhunderts neben der Allee einen äußeren Rundweg auf. Die Parterrefläche nimmt nun eine Wiese ein. Die Wege führen über diese Wiese zur Schlosstreppe. Einige alte Linden sind, zum Teil auch nur durch Stockaustrieb, an der Peripherie des Gutsparks erhalten. Der Gehölzbestand des Landschaftsgartens ging aus dem der Boskette hervor und scheint auch im 19. und 20. Jahrhundert immer wieder verjüngt worden zu sein. Dennoch lassen sich bis heute gezielt gepflanzte Bäume an Wegeanbindungen feststellen. Im Ostteil des Parks breitet sich auf der einstigen Wiese am Bachlauf ein Bruchwald aus. Im Westteil tritt eine Quelle am Teich hervor. Hier befindet sich ein Stein mit einer Schrifttafel, die nur noch als Bruchstück  vorhanden ist. Der Vers beginnt mit folgenden Worten: „Wer dieses Wassers trinkt, den wird wieder dürsten. Wer aber des Wassers trinken wird [...?] spricht der Herr [...?]“ Der Schlossgraben ist zum Teil verfüllt. Reste eines Eisengitterzaunes grenzen einen Vorgarten des Schlosses zum Hof hin ab. Die Tallage von Gut und Park lässt keine weiten Blicke in die Landschaft zu. Die möglichen Blickbezüge in die nähere Feld- und Wiesenlandschaft sind für das Gesamterscheinungsbild wichtig. In der Schlossachse, über die einstige Parterrefläche und die ehemaligen Terrassen hinweg, ist die Sichtachse freigestellt. Ein Zierbrunnen des Parterres liegt im Boden.
Die Gesamtanlage ist von einer besonderen Klarheit und Großzügigkeit gekennzeichnet. Die noch zum Teil ablesbaren barocken und landschaftlichen Strukturen scheinen in besonderer Weise miteinander wieder verschmolzen zu sein. In der überkommenen Form trägt der Schlossgarten Zeugnis von der barocken und landschaftlichen Gestaltungsphase und hat damit gartengeschichtlichen und -künstlerischen sowie landschaftsgestaltenden Wert.